# Carlo Antoni
Carlo Antoni (* 15. August 1896 in Senosecchia; † 3. August 1959 in Rom) war ein italienischer Philosoph und Historiker.
Von 1947 bis zu seinem Tod war er Professor an der Universität La Sapienza in Rom.

## Werke
- Dallo storicismo alla sociologia, Florenz, 1940, 1973
  - Vom Historismus zur Soziologie. Übers. von Walter Goetz, Koehler, Stuttgart 1950
- La lotta contro la ragione, Florenz, 1942
  - Der Kampf wider die Vernunft : Zur Entstehungsgeschichte des deutschen Freiheitsgedankens. [Übers. von Walter Goetz] Koehler, Stuttgart 1951
- Considerazioni su Hegel e Marx, Neapel, 1946
- Commento a Croce, Venedig, 1955, 1965
- Lo storicismo, Turin, 1957
- Gratitudine, Neapel, 1959
- La restaurazione del diritto di natura, Venedig, 1959
- Chiose all’estetica, Rom, 1960
- Storicismo e antistoricismo, Neapel, 1964
- Scritti di estetica, Neapel, 1964
- L’esistenzialismo di Heidegger, Neapel, 1972
- Lezioni su Hegel, 1949–1957, Neapel, 1988